# Bitva o Cherson
Bitva o Cherson je vojenské střetnutí mezi ruskou a ukrajinskou armádou, které probíhalo od 24. února jako součást chersonské ofenzívy během ruské invaze na Ukrajinu v roce 2022. Cherson se stal prvním významným a až do pádu Mariupolu největším ukrajinským městem okupovaným ruskou armádou.
V průběhu března se Rusům podařila obsadit prakticky celá Chersonská oblast a ohrožovali i další významná města jako Mykolajiv a Kryvyj Rih, ovšem po ukrajinské protiofenzivě se v dubnu fronta na dlouhou dobu ustálila zhruba na linii Oleksandrivka – Posad-Pokrovske – Snihurivka – Vysokopillja.
Na konci srpna ukrajinská armáda zahájila v Chersonské oblasti dlouho očekávanou protiofenzívu, které předcházely rozsáhlé ukrajinské útoky na ruskou logistiku, zejména vojenské sklady a mosty přes řeku Dněpr. Spíše než rychle obsadit ztracené území však Ukrajinci sledovali cíl postupně vyčerpat ruské jednotky. Navzdory opatrnému postupu však ukrajinská armáda v oblasti utrpěla těžké ztráty. Cherson byl získán zpět ukrajinskou armádou 11. listopadu 2022, ruské jednotky se stáhly za Dněpr.

## Pozadí
Cherson jako správní město celé oblasti měl před ruskou invazí přes 283 tisíc obyvatel. Je významnou silniční i železniční křižovatkou, významná je rovněž vodní doprava po řece Dněpr, město disponuje také velkým námořním přístavem.

## Bitva

### 24. únor
Ruská vojska vtrhla do Chersonské oblasti z jihu přes Krym. Večer 24. února dosáhly ruské jednotky města Cherson a zajistily Antonovský most, který jim umožňoval strategický přechod přes Dněpr k důležitému městu Mykolajiv.

### 25. únor
V časných ranních hodinách 25. února ukrajinské síly most znovu dobyly. Bitva byla popsána jako velmi krutá a na mostě zůstali ležet mrtví vojáci a několik zničených vojenských vozidel. To přinutilo ruské síly, aby se posunuly na sever k nejbližšímu přechodu přes Dněpr, k městu Nova Kachovka, které dobyly. Později 25. února se ruské jednotky opět zmocnily Antonovského mostu.

### 26. únor
Podle starosty města Igora Kolyčajeva se 26. února ruské jednotky po ukrajinském náletu na ruská obrněná vozidla stáhly z Chersonu a město zůstalo pod ukrajinskou kontrolou. Ukrajinské síly později most dobyly zpět. Ukrajinský představitel později prohlásil, že ukrajinské síly porazily kolonu ruské armády u města Olešky jižně od Chersonu.

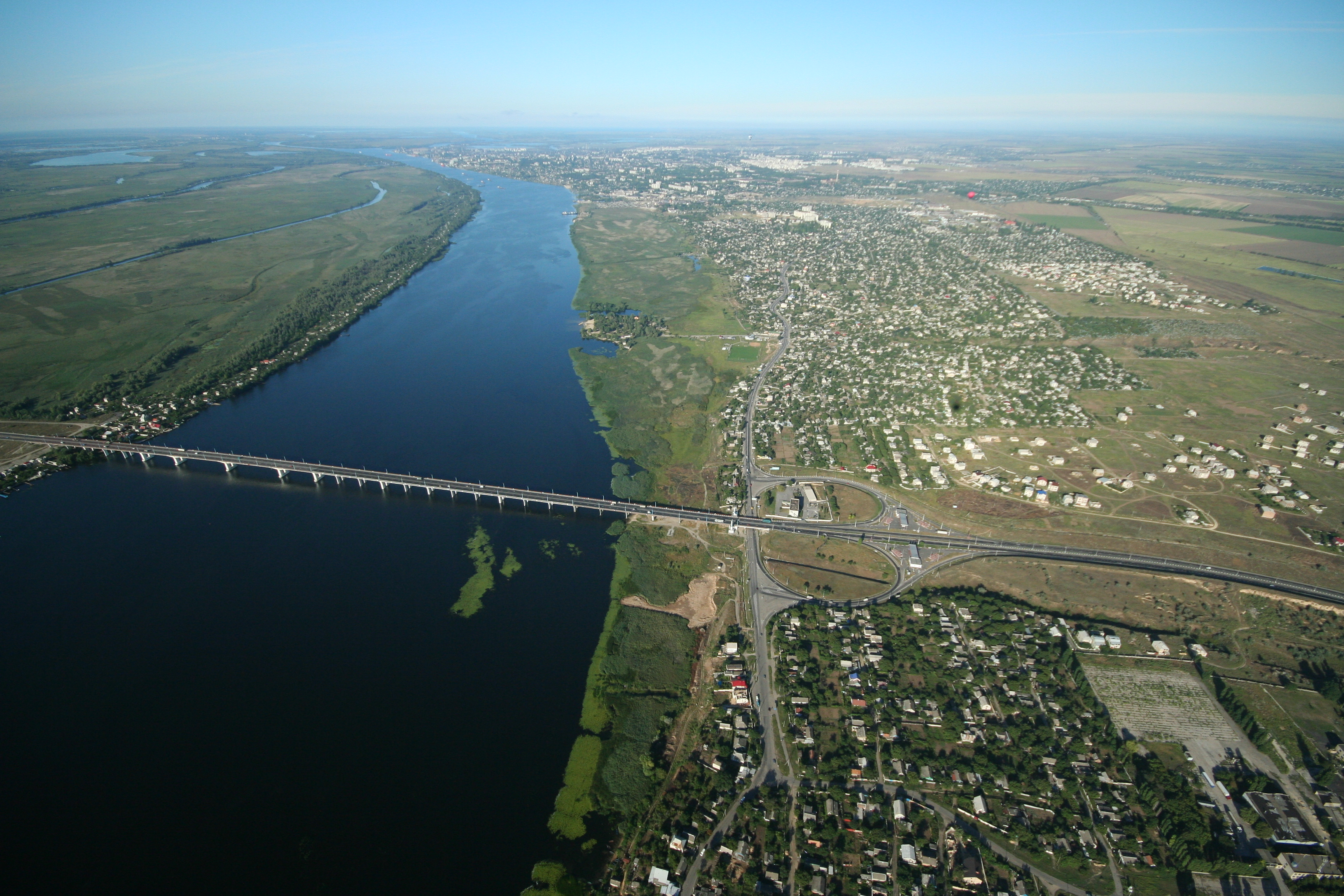
Pohled na Antonovský most

Ukrajinská generální prokurátorka Iryna Venediktová prohlásila, že 26. února ruské síly zabily novináře a řidiče sanitky u obce Zelenivka na severním předměstí Chersonu.

### 27. únor
Ráno 27. února ruské ministerstvo obrany prohlásilo, že ruské síly město obklíčily, a podle ukrajinských představitelů se ruské síly zmocnily části města, včetně mezinárodního letiště Cherson. Později ráno ukrajinské letectvo údajně provedlo úspěšný útok dronem na ruské síly v obci Čornobajevka severně od Chersonu.
Ukrajinští představitelé tvrdí, že od 27. února začaly ruské síly přesouvat civilisty z okolních vesnic směrem k Chersonu, což je podle ukrajinských sil pokus Rusů využít civilisty jako lidské štíty.

### 1. březen
Brzy ráno 1. března ukrajinští představitelé tvrdili, že ruské síly zahájily útok na Cherson a postupují od mezinárodního letiště Cherson k dálnici mezi Chersonem a městem Mykolajiv. Později obklíčili město, dostali se k dálnici a postoupili až k obci Komišany, kde zřídili kontrolní stanoviště. Později během dne vstoupily ruské jednotky do Chersonu.

### 2. březen
Brzy ráno 2. března bylo oznámeno, že se ruským jednotkám podařilo obsadit železniční stanici a říční přístav. Později ráno byly ruské jednotky spatřeny na náměstí Svobody v centru Chersonu, kde se nachází budova Chersonské oblastní správy.
Ruské ministerstvo obrany později prohlásilo, že město dobylo. Poradce ukrajinského prezidenta Oleksij Arestovyč toto tvrzení popřel a prohlásil, že boje pokračují. Anonymní představitel Spojených států, kterého citovala agentura Reuters, uvedl, že město zůstává sporné.
V pozdních hodinách bylo oficiálně oznámeno, že město padlo do rukou Rusů.

## Následky
Město bylo 2. března 2022 obsazeno ruskými vojsky, která se zde setkala s odporem místních obyvatel, ti například blokovali průjezd ruské vojenské kolony a probíhají zde výrazné protesty proti ruské okupaci. Také zde již byly hlášeny případy znásilnění ze strany okupantů, tomu zde mělo padnout za oběť již jedenáct žen, z nichž jen pět přežilo. Mezi oběťmi je i sedmnáctiletá dívka.
Krátce po dobytí Chersonu ruské ministerstvo obrany uvedlo, že probíhají rozhovory mezi ruskými silami a správci města o udržení pořádku. Bylo dosaženo dohody, podle níž bude ve městě stále vyvěšena ukrajinská vlajka, zatímco Rusko zavede novou správu. Starosta města Kolyčajev vyhlásil nové podmínky pro obyvatele města: občané mohou být venku pouze ve dne a mají zakázáno shromažďovat se ve skupinách. Kromě toho byl povolen vjezd do města pouze autům, která měla zásobovat město potravinami a léky; tato vozidla měla jezdit minimální rychlostí a podléhala prohlídkám. Občané byli varováni, aby neprovokovali ruské vojáky a uposlechli všech vydaných rozkazů.
Dne 5. března Kolyčajev prohlásil, že ve městě nedošlo k žádnému ozbrojenému odporu a ruské jednotky jsou „zcela usazené“. Požádal o humanitární pomoc a uvedl, že ve městě chybí elektřina, voda a léky. Později téhož dne pochodovalo centrem města asi 2 000 protestujících. Protestující mávali ukrajinskými vlajkami, zpívali státní hymnu a skandovali vlastenecká hesla. Na videu bylo vidět, jak ruští vojáci střílejí do vzduchu, aby protestující odradili. Objevilo se také tvrzení, že ruské síly mají seznam ukrajinských aktivistů ve městě, které chtějí zajmout. Dne 9. března generální štáb ukrajinských ozbrojených sil uvedl, že Rusko v Chersonu kvůli probíhajícím protestům zadrželo více než 400 lidí.
Dne 12. března ukrajinští představitelé prohlásili, že Rusko plánuje v Chersonu uspořádat referendum o vytvoření Chersonské lidové republiky, podobně jako v Doněcké lidové republice a Luhanské lidové republice. Serhij Chlan, zástupce předsedy Chersonské oblastní rady, prohlásil, že ruská armáda obvolala všechny členy rady a požádala je o spolupráci. Ukrajinská ombudsmanka Ludmyla Denisová prohlásila, že toto referendum by bylo nezákonné, protože „podle ukrajinského práva lze jakékoli otázky týkající se území řešit pouze celostátním referendem“. Později téhož dne přijala Chersonská oblastní rada usnesení, v němž uvedla, že navrhované referendum by bylo nezákonné.
Ukrajinské noviny Ukrajinska pravda 13. března informovaly, že se v Chersonu protestu zúčastnilo několik tisíc lidí, které ruští vojáci rozehnali střelbou, omračujícími granáty a gumovými projektily, přičemž několik lidí zranili.

### Ukrajinská protiofenzíva
Dne 23. března zahájily ukrajinské síly protiútok proti ruským silám v Chersonské oblasti. Dne 25. března vysoký představitel obrany USA prohlásil, že ruské síly již nemají plnou kontrolu nad Chersonem, protože Ukrajinci „zuřivě“ bojují za znovuzískání města. Ukrajinci v Chersonu však „zpochybnili hodnocení Pentagonu a uvedli, že město zůstává v ruských rukou“. Televize CNN uvedla, že situace ve městě se nezměnila, a citovala obyvatele, kteří potvrdili, že Cherson je plně pod ruskou kontrolou. Podle jednoho z obyvatel ztratily ruské síly v provincii pouze několik vesnic, zatímco CNN dříve uvedla, že ukrajinská protiofenzíva probíhá v nejsevernější části regionu. Dne 11. listopadu 2022 osvobodila Ukrajinská armáda celé město od ustupující Ruské armády. 
Při bojích zemřely tisícovky civilistů i vojáků, kteří byli pohřbeni do masových hrobů.[zdroj?]